# Gezeitenatlas
In einem  Gezeitenatlas (auch Tidenatlas) wird die Richtungen und Stärke der typischen Strömungen eines Seegebietes innerhalb eines  Gezeitenverlaufs durch zwölf im Stundenabstand geteilte Karten dargestellt. Die Zeitpunkte innerhalb der einzelnen Stundenkarten sind auf die Hoch- und Niedrigwasserwerte der Bezugsorte das Seegebietes bezogen. Die Darstellung der Richtungen und Stärke der Strömungen erfolgt durch Pfeile, die die Strömung in Knoten bei Springtide angeben. Werden zwei Zahlen angegeben, so gibt die höhere Zahl die Werte der Springtide und die niedrigere die der Nipptide wieder.
Da die Hoch- und Niedrigwasserwerte in jeder Tide anders ausfallen, können dem Tidenatlas keine absoluten Werte, sondern nur Grundwerte und Verhältnismäßigkeiten entnommen werden. Die Tiden- oder Gezeitenatlanten werden über nautische Fachinstitute, wie beispielsweise das Bundesamt für Seeschifffahrt und Hydrographie (BSH) oder das United Kingdom Hydrographic Office (UKHO) veröffentlicht.